# Собачка
Собачка (Blennius) — рід риб родини собачкових (Blenniidae). Рід відомий із пізнього Міоцену. Містить два види:
- Blennius ocellaris Linnaeus, 1758 — Собачка-метелик
- Blennius normani Poll, 1949